# Cerkiew Podwyższenia Krzyża Świętego w Jałówce
Cerkiew pod wezwaniem Podwyższenia Krzyża Świętego – prawosławna cerkiew parafialna w Jałówce. Należy do dekanatu Gródek diecezji białostocko-gdańskiej Polskiego Autokefalicznego Kościoła Prawosławnego.

## Opis
Świątynia mieści się w pobliżu Rynku, przy ulicy Lipowej.

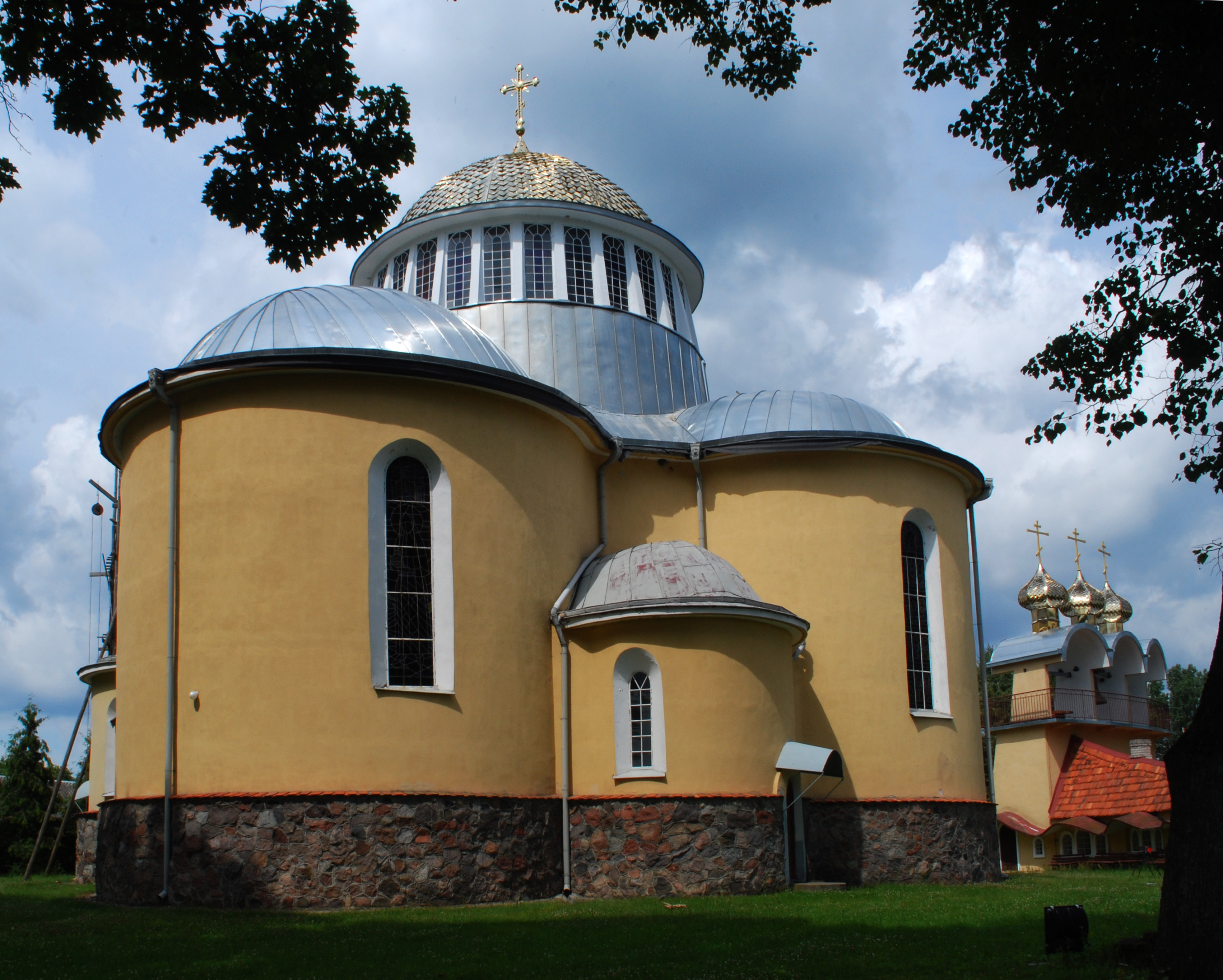
Cerkiew przed remontem

Cerkiew zbudowano w latach 1958–1966 według projektu prof. Aleksandra Grygorowicza, w miejscu poprzedniej, spalonej w 1941 w czasie działań wojennych. Pierwsze nabożeństwo odprawiono 14 listopada 1966. Konsekracji świątyni dokonał 16 maja 1982 arcybiskup białostocki i gdański Sawa.
Cerkiew architektonicznie nawiązuje do wzorów dawnej sztuki bizantyjskiej. Jest to budowla murowana, centralna (tetrakonchos), w kształcie rotundy z apsydami, zwieńczona przeszkloną kopułą, wspartą na czterech profilowanych filarach. Ściany wewnątrz zostały ozdobione polichromią autorstwa Józefa Łotowskiego i Jarosława Wiszenki. Witraże w czterech głównych oknach cerkwi zostały zaprojektowane przez Aleksandra Grygorowicza i wykonane w pracowni Adama Gołembowskiego z Poznania. Ikonostas sprowadzono z nieistniejącej obecnie cerkwi św. Jerzego w Suwałkach.
Obok cerkwi znajduje się dzwonnica (będąca jednocześnie kaplicą pomocniczą) oraz cmentarz. Posesja jest ogrodzona kamiennym murem (z bramą i furtką), zaprojektowanym przez ks. Eugeniusza Konachowicza.
Cerkiew, kaplicę-dzwonnicę, cmentarz cerkiewny i ogrodzenie wpisano 20 lipca 2002 do rejestru zabytków pod nr A-69.
W latach 2008–2011 dokonano zewnętrznego remontu świątyni, m.in. wymieniono krzyż na kopule oraz blaszane pokrycie kopuły i zadaszenia, wykonano orynnowanie, a także przemalowano elewację na kolor biały.